# Biehle (Misuri)
Biehle es un lugar designado por el censo ubicado en el condado de Perry en el estado estadounidense de Misuri. En el Censo de 2010 tenía una población de 48 habitantes y una densidad poblacional de 83,48 personas por km².

## Geografía
Biehle se encuentra ubicado en las coordenadas 37°36′24″N 89°50′16″O / 37.60667, -89.83778. Según la Oficina del Censo de los Estados Unidos, Biehle tiene una superficie total de 0.57 km², de la cual 0.57 km² corresponden a tierra firme y (0%) 0 km² es agua.

## Demografía
Según el censo de 2010, había 48 personas residiendo en Biehle. La densidad de población era de 83,48 hab./km². De los 48 habitantes, Biehle estaba compuesto por el 100% blancos, el 0% eran afroamericanos, el 0% eran amerindios, el 0% eran asiáticos, el 0% eran isleños del Pacífico, el 0% eran de otras razas y el 0% pertenecían a dos o más razas. Del total de la población el 0% eran hispanos o latinos de cualquier raza.